# Avelinópolis
Avelinópolis är en kommun i Brasilien.   Den ligger i delstaten Goiás, i den centrala delen av landet, 210 km väster om huvudstaden Brasília. Antalet invånare är 2 451.
Omgivningarna runt Avelinópolis är huvudsakligen savann. Runt Avelinópolis är det ganska glesbefolkat, med 23 invånare per kvadratkilometer.